# 谷津遊園地站
谷津遊園地站（日语：／ Yatsuyuenchi eki */?）是位於千葉縣千葉郡津田沼町谷津（現時：習志野市谷津），京成電氣軌道（現時：京成電鐵）的谷津支線車站（廢站）。

## 歷史
此站是谷津支線的終點站。
- 1927年（昭和2年）8月21日：車站啟用。
- 1934年（昭和9年）6月22日：隨著谷津支線廢除，此站也廢除[1]。

## 車站構造
截至車站廢除前，此站是地面車站，設有1面2線的港灣式月台。從月台經過車站大樓後，便能到達谷津遊園的入口。當初車站靠近押上一方設有2條引上線。後來隨著谷津支線單線化之際，便只有1面2線的月台，沒有引上線。

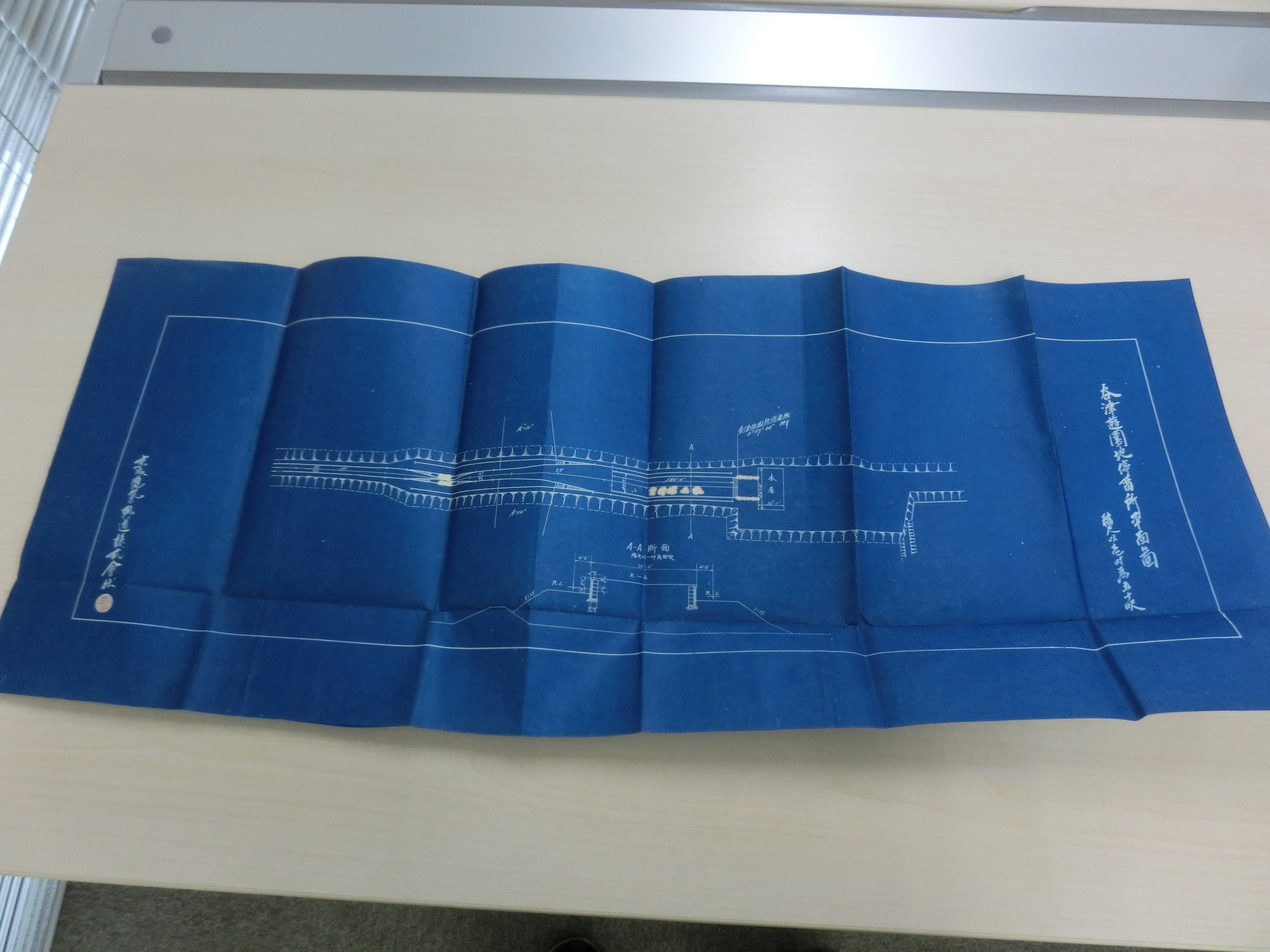
谷津遊園地站的平面圖（國立公文書館收藏資料）

## 車站周邊
- 谷津遊園（日语：谷津遊園）（現時：谷津玫瑰園、谷津公園、都市再生機構谷津Park Town）
- 習志野市立谷津南小學（日语：習志野市立谷津南小学校）
- 谷津南保育所
- 肉店Hello Mothers
- 中央健身俱樂部谷津（Lab Training Centre）

## 相鄰車站
京成電氣軌道
谷津支線
京成花輪－谷津遊園地

## 注腳
1. 1 2  《京成の駅今昔・昭和の面影》 p36
2. ↑  白土貞夫「谷津遊園をめぐる鉄道―短命に終わった京成谷津支線と遊覧鉄道計画―」《鐵道畫刊》787號（2007年3月臨時增刊號），電氣車研究會，2007年。
3. ↑  在谷津遊園地站廢除後的1950年，京成花輪改名為船橋競馬場前站。

## 外部連結
- No.30　平成10年9月15日号　ふたつの「谷津」駅｜これが習志野！ （页面存档备份，存于）（日語） - 習志野市，2007年8月23日